# Yderholm
Yderholm er en bydel i den østligste del af Vemmedrup i Østsjælland. Bydelen består hovedsageligt af Skovhusvænget og dets stikveje.
Som resten af Vemmedrup hører Yderholm til Køge Kommune i Region Sjælland og til Bjæverskov Sogn, men bydelen ligger lige på grænsen til Lellinge Sogn.

## Historie
Der har på dette lille område været beboelse langt tilbage, da der er fundet rester af en gammel kirke fra 1500-tallet.

### Yderholm Kro
I 1898 beskrives Yderholm Kro således: "Yderholms Kro, ved Landevejen (tidligere laa den ved Kjøge Aa og hed Svinevad Kro)." Svinevad Kro blev brændt ned under Træskoslaget mod englænderne i 1807. Det eneste, der blev reddet, var et gammelt egetræsbord, som blev flyttet til Yderholm, hvor kroen senere blev genopført.
Krobygningerne fra 1825 findes stadig på Skovhusvænget, som er den gamle landevej mellem Køge og Ringsted. Den er nu ledt uden om Yderholm, og krobygningerne bliver brugt som privat beboelse.

### Yderholm Holdeplads
Yderholm Holdeplads på Køge-Ringsted Jernbane (1917-63) var ubetjent og derfor egentlig kun et trinbræt, men den var udstyret med krydsningsspor, perron og ventesalsbygning af træ med tegltag, så den om sommeren kunne modtage søndags-særtog med udflugtsgæster fra Køge. Foruden kroen kunne gæsterne besøge det nærliggende Skovhus Vænge (Lellingeskoven), som Køge Å slynger sig igennem. I åen og dens stejle skrænter kan man se den unikke kalkstensart Lellinge Grønsand Formationen.